# Christie Stevens

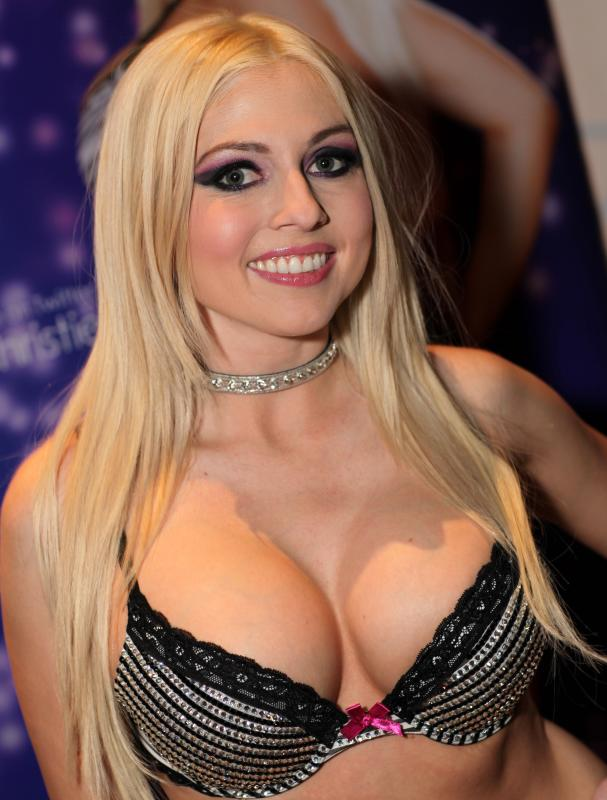
Christie Stevens, 2013

Christie Stevens (* 12. September 1986 in Orange County, Kalifornien) ist eine US-amerikanische Pornodarstellerin.

## Leben
Christie hat irische und russische Wurzeln. Sie wuchs in Temecula in Kalifornien auf und ging dort auch zur Highschool. In ihrer Freizeit übte sie sich als Tänzerin in Ballett, Steppen, Jazz und Hip-Hop. Anschließend besuchte sie ein College in Salt Lake City, das sie mit einem Bachelor-Abschluss in Massenkommunikation beendete. Im Anschluss entschied sie sich gegen ein mögliches Studium an einer Law School und wandte sich stattdessen der Pornoindustrie zu.

## Karriere
Durch Tanztraining in ihrer Kindheit und Striptease-Auftritte über sieben Jahre hinweg während ihrer Collegezeit verfügte Christie bereits über Erfahrung. Sie entschied sich, in der Pornoindustrie vor der Kamera zu arbeiten und bewarb sich bei einigen Model-Agenturen. Im Dezember 2011 wurde sie für ihr erstes Shooting für eine Webseite gebucht, die vorgeblich Amateuraufnahmen anbietet. Sie war dabei gemeinsam mit Justin Magnum zu sehen.
In den folgenden Jahren wurde sie von mehreren großen Produktionsstudios wie Evil Angel, Hustler, Digital Playground und anderen gebucht. Vertreten wurde sie durch die Modelagentur L.A. Direct Models. Im April 2014 wechselte sie zu OC Modeling. 2013 wurde sie bei den AVN Awards in der Kategorie Best New Starlet nominiert, in der jedoch Remy LaCroix letztlich gewann.
Neben ihren Auftritten in Pornofilmen spielte sie 2013 auch in Erotikfilmen für das Fernsehen mit. So trat sie im Film Strippers from Another World (Fernsehtitel Wild Women) von Dean McKendrick als Bunny auf, die als Anführerin einer Studentinnenvereinigung ihre Mitstudentinnen Anita und Marge ausgrenzt. In Intergalactic Swingers des gleichen Regisseurs spielt sie die Alienfrau Alana, die gemeinsam mit Dara (Krissy Lynn) die Erde als potentielle Kolonie auskundschaftet. Auch hat sie Schauspielunterricht beim früheren Lehrer von Traci Lords genommen.

## Filmografie (Auswahl)

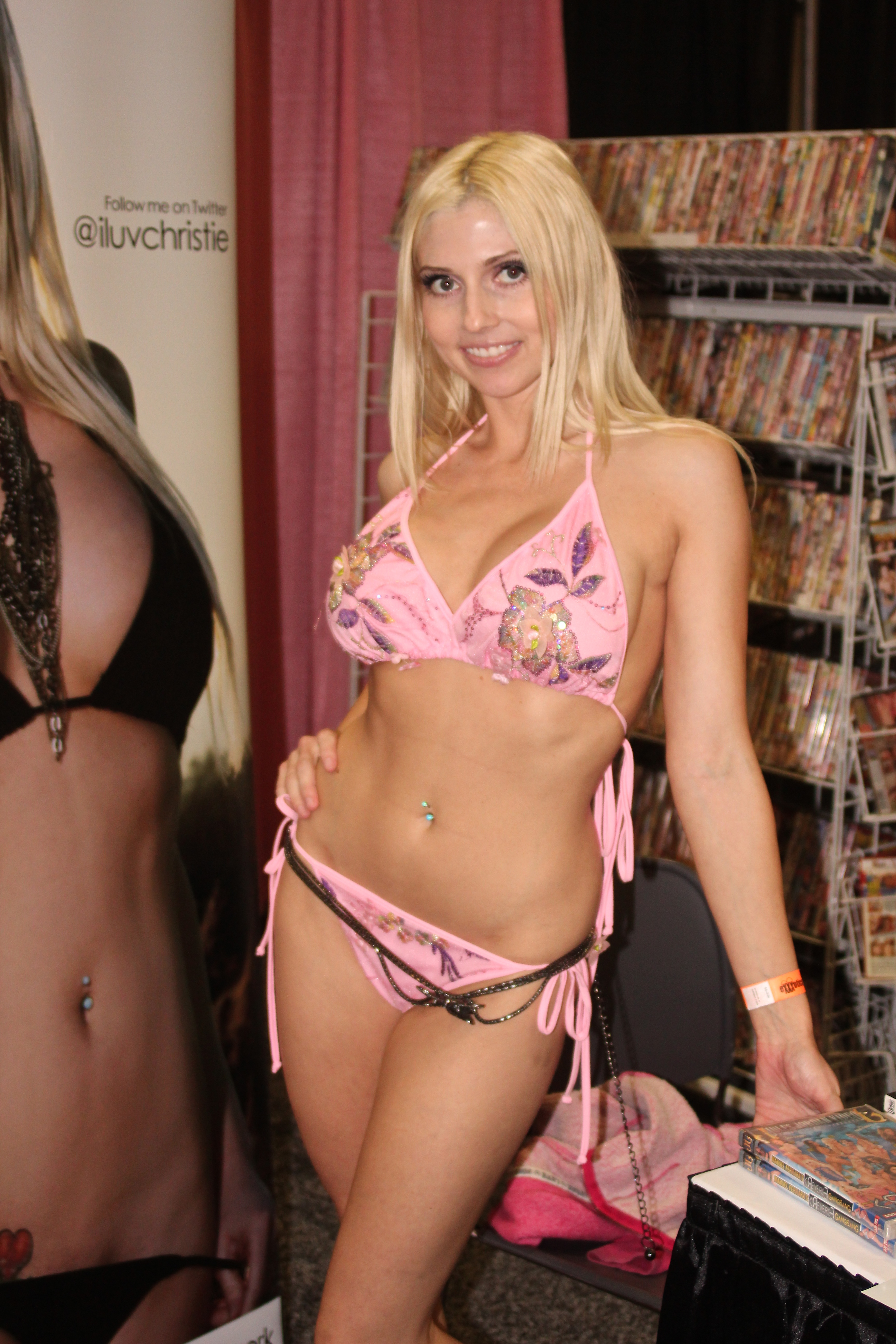
Christie Stevens posiert bei der Exxxotica in New Jersey (2013)

### Pornografie
- 2011: Cheers To Another Year
- 2011: Three's Humpany
- 2011: Utah Pussy
- 2012–2013: Christie Stevens Live
- 2012–2013: Christie Stevens Solo
- 2012: Girlfriends 4
- 2012: Hot Blonde Handjob
- 2012: Let Me Swallow
- 2012: Orgasm Challenge
- 2012: Tasha Reign Is Sexy
- 2012: Tug Jobs 24
- 2013: Aleksa Nicole and Christie Stevens Double Team Anal Play
- 2013: American Cocksucking Sluts 3
- 2013: Anal Sex And A Creampie
- 2013: Anal Students 2
- 2013: OMG... It's The Dirty Dancing XXX Parody
- 2013: Secretary's Day 6
- 2013: The Lone Ranger XXX
- 2014: All New Hot Showers 3
- 2014: Big Mouthfuls 27
- 2014: Choke Down Your Cum
- 2014: I Take Care Of You, You Take Care Of Me
- 2014: This Ain’t Supernatural XXX
- 2015: Fucking Machines
- 2016: Bang It Hard
- 2016: Birthday Threesome
- 2016: Facial Cum Sluts
- 2017: Women Seeking Women 138
- 2018: Big-Boob MILF Christie: Anal POV A2M
- 2019: It's a Mommy Thing! 10
- 2020: Anissa Invades America
- 2020: Bombshell Blondes in High Heels
- 2020: Cuckold Sessions 34
- 2020: Mom's Wet Mouth 3
- 2020: My First Sex Teacher 68
- 2021: Ass That Won't Quit 6
- 2021: Big Tit Cream Pie 48
- 2021: Lounging Around The House
- 2021: MILF Creampied Stepmoms 2
- 2021: Moms Bang Teens 44
- 2021: PornWorld
- 2022: Boutique Booty Call
- 2023: Christy's Wet Curves
- 2023: Concept: Country Milfs
- 2023: Everything Butt
- 2023: Get In Step-mommy's Bed
- 2023: Neighborhood Nympho Watch
- 2023: Prized Pussy 7
- 2023: Steamy Laundromat
- 2024: Making A Hard Life Easy
- 2024: My Friend's Hot Mom

### Fernsehen
- 2013: Intergalactic Swingers
- 2013: Strippers from Another World (Fernsehtitel: Wild Women)